# القویایداه
ال-قویایداه یک منطقهٔ مسکونی در یمن است که در استان حضرموت واقع شده‌است.